# POFUT2
POFUT2 (англ. Protein O-fucosyltransferase 2) – білок, який кодується однойменним геном, розташованим у людей на довгому плечі 21-ї хромосоми. Довжина поліпептидного ланцюга білка становить 429 амінокислот, а молекулярна маса — 49 976.
| 10         |  | 20         |  | 30         |  | 40         |  | 50         |
| ---------- |  | ---------- |  | ---------- |  | ---------- |  | ---------- |
| MATLSFVFLL |  | LGAVSWPPAS |  | ASGQEFWPGQ |  | SAADILSGAA |  | SRRRYLLYDV |
| NPPEGFNLRR |  | DVYIRIASLL |  | KTLLKTEEWV |  | LVLPPWGRLY |  | HWQSPDIHQV |
| RIPWSEFFDL |  | PSLNKNIPVI |  | EYEQFIAESG |  | GPFIDQVYVL |  | QSYAEGWKEG |
| TWEEKVDERP |  | CIDQLLYSQD |  | KHEYYRGWFW |  | GYEETRGLNV |  | SCLSVQGSAS |
| IVAPLLLRNT |  | SARSVMLDRA |  | ENLLHDHYGG |  | KEYWDTRRSM |  | VFARHLREVG |
| DEFRSRHLNS |  | TDDADRIPFQ |  | EDWMKMKVKL |  | GSALGGPYLG |  | VHLRRKDFIW |
| GHRQDVPSLE |  | GAVRKIRSLM |  | KTHRLDKVFV |  | ATDAVRKEYE |  | ELKKLLPEMV |
| RFEPTWEELE |  | LYKDGGVAII |  | DQWICAHARF |  | FIGTSVSTFS |  | FRIHEEREIL |
| GLDPKTTYNR |  | FCGDQEKACE |  | QPTHWKITY  |  |            |  |            |

A: Аланін

C: Цистеїн

D: Аспарагінова кислота

E: Глутамінова кислота

F: Фенілаланін

G: Гліцин

H: Гістидин

I: Ізолейцин

K: Лізин

L: Лейцин

M: Метіонін

N: Аспарагін

P: Пролін

Q: Глутамін

R: Аргінін

S: Серин

T: Треонін

V: Валін

W: Триптофан

Кодований геном білок за функціями належить до трансфераз, глікозилтрансфераз. 
Задіяний у таких біологічних процесах, як вуглеводний обмін, альтернативний сплайсинг. 
Локалізований у ендоплазматичному ретикулумі, апараті гольджі.